# Рейтер, Любомир
Любомир Рейтер (венг. и словац. Ľubomír Reiter; род. 3 декабря 1974, Стропков, Чехословакия) — словацкий футболист и футбольный тренер. Выступал на позиции нападающего.

## Клубная карьера
Карьеру футболиста Любомир начал в клубе Тесла Стропков. В сезоне 1995/1996 дебютировал в его основном составе во втором словацком дивизионе. В 1996 году ушел в клуб «Татран». В «Татране» выступал до лета 1998 года.
В 1998 году Любомир перешёл в Жилину. В этом клубе он играл до конца 2001 года. Ушёл из него в течение сезона 2001/2002, в котором Жилина завоевала звание чемпиона Словакии. Следующим клубом в карьере Любомира была чешская Сигма. В 2005 году уехал в США, где выступал в лиге MLS, в клубе Чикаго Файр.
В середине 2005 года Любомир вернулся в Словакию, и перешёл в братиславский клуб Петржалка. Весной 2007 года был отдан в аренду в чешскую Славию (Прага), а в середине того же года вернулся в Петржалку. В сезоне 2007/2008 стал с ней чемпионом Словакии и завоевал Кубок Словакии. В 2008 году завершил игровую карьеру.

## Выступления за сборную
7 ноября 2001 года дебютировал в составе национальной сборной Словакии в матче отборочного турнира к ЧМ-2002 против сборной Македонии. В составе национальной сборной Словакии с 2001 по 2005 год провёл 28 матчей и забил 9 голов.

## Достижения
- Чемпион Словакии: 2007/08
- Обладатель Кубка Словакии: 2008